# Арянла
Арянла (баш. Әрәнлә) — река в Ишеевском сельсовете Ишимбайского района Башкортостана, правый приток Селеука.
С правого борта суходола речки располагается Ишеевская пещерная система.
Арянлу пересекает дорога местного значения Ишеево — Ахмерово.

## Топографические карты
- Лист карты N-40-89. Масштаб: 1 : 100 000. Состояние местности на 1983 год. Издание 1985 г.